# 도코로 아사오
도코로 아사오(일본어: 野老朝雄, 1969년 5월 7일 ~ )는 일본의 디자이너이다. 도쿄 조형대학 객원 교수로도 활동 중이다.

## 생애
도쿄도 신주쿠구 출신이며 도쿄 도립 고이시카와(小石川) 고등학교(현재의 도쿄 도립 고이사카와 중등교육학교)를 졸업했다. 1992년에는 도쿄 조형대학 디자인학과를 졸업하고 영국 건축협회 건축학교로 유학했다. 2002년에는 도쿄 컴퓨터 전문학교(현재의 도쿄 애니메이션 칼리지 전문학교) 시간 강사, 2010년에는 도쿄 조형대학 강사, 구와자와 디자인 연구소 비상근 강사로 근무했고 2013년에는 무사시노 미술대학 공간 연출 디자인학과 강사, 2016년에는 도쿄 대학 공학부 강사로 근무했다.
2016년 4월 25일에는 2020년 도쿄 하계 올림픽·패럴림픽 조직위원회가 도코로 아사오의 엠블럼 디자인을 2020년 도쿄 하계 올림픽·2020년 도쿄 하계 패럴림픽의 공식 엠블럼으로 선정했다. 도코로 아사오가 디자인한 올림픽 엠블럼 디자인은 일본의 전통적인 바둑판 무늬인 이치마쓰모요(市松模樣)를 테마로 하여 서로 다른 모양을 가진 3종류의 남색 사각형으로 만든 바둑판 무늬를 띠고 있다. 서로 다른 모양을 가진 3종류의 사각형은 각기 다른 나라, 문화, 사상의 차이를 뜻하며 전체적으로는 다양성과 조화를 뜻한다.